# Calyptolana hancocki
Calyptolana hancocki là một loài chân đều trong họ Cirolanidae. Loài này được Bruce miêu tả khoa học năm 1985.